# شلال سيكلسو
شلال سيكلسو هو شلال كبير على نهر سيكلسو الواقع في جاوة الغربية.
يقع شلال سيكلسو على نهر سيكلسو الذي ينبع من شمال سوكابومي ويتدفق جنوبا إلى منطقة سورادي في جنوب سوكابومي. يقع الشلال في منطقة سياحية تسمى أوجونغ كولون بين جامبانغ وسورادي. يبلغ ارتفاع الشلال نحو 80 مترا (260 قدم)، مع ثلاث مساقط متوازية على طول المنحدرات يبلغ ارتفاعها حوالي 100 قدم (30 متر). المساقط يمكن الوصول إليها من كل القرى التالية: سيبيتونغ وسينيتي في سيبيتونغ كولون جلمبينغ. يمكن الوصول للشلال سيرا على الأقدام أو بواسطة قارب.

## وصلات خارجية
- ألبوم صور شلال سيكلسو
- The Beauty of Cikaso Waterfall, Sukabumi